# Jugoslavija na izboru za Pesmu Evrovizije 1990.
Izbor jugoslovenskog predstavnika za Pesmu Evrovizije 1990. održao se 3. marta u dvorani Jazine u Zadru. Nakon što je 1989. godine zadarska grupa Riva donela pobedu Jugoslaviji na Pesmi Evrovizije uprava JRT-a je odlučila da se Jugovzija 1990. održi u gradu pobednika.

## Prenos
Reditelj televizijskog prenosa bio je Stanko Crnobrnja. Prenos je počeo kratkim uvodom u kojem su se smenjivali snimci Zadra kao vid turističke razglednice grada i snimci grupe Riva iz 1989. godine kada je proslavljala pobedu pred okupljenim Zadranima.
Voditelji Jugovizije bili su Ana Brbora-Hum i Branko Uvodić, oboje iz Zadra. Specijalni gosti u dvorani bili su: Ljiljana Petrović, pevačica koja je 1961. godine prvi put predstavila Jugoslaviju na Pesmi Evrovizije sa kompozicijom ,,Neke davne zvezde", kompozitor te pesme Jože Privšek, Rajko Dujmić, grupa Riva i Frank Nev, supervizor takmičenja za Pesmu Evrovizije. U revijalnom delu nastupio je Džoni Logan.

## Takmičenje
Sve izvođače pratio je festivalski orkestar televizije Zagreb. Takmičilo se 16 kompozicija. Po jednog predstavnika imali su tv centri Priština, Novi Sad i Titograd, po dva televizija Skoplje i televizija Sarajevo, a po tri televizija Beograd, televizija Zagreb i televizija Ljubljana.

## Kompozicije
| Redni broj | Kompozicija              | Izvođač                           | tv centar    |
| ---------- | ------------------------ | --------------------------------- | ------------ |
| 01         | Kako magija              | Intervali                         | TV Skoplje   |
| 02         | Mami, mami               | Armend Redžepagić                 | TV Priština  |
| 03         | Rat i mir                | Viktorija                         | TV Beograd   |
| 04         | Pjesma za tebe           | Masimo Savić                      | TV Zagreb    |
| 05         | Hajde da ludujemo        | Tajči                             | TV Zagreb    |
| 06         | Đavolica                 | Amsterdam                         | TV Beograd   |
| 07         | Sitna kiša padala        | Narcis Vučina i Arnela Konaković  | TV Sarajevo  |
| 08         | Ti i ja                  | BG Sound                          | TV Beograd   |
| 09         |                          | Pop Dizajn                        | TV Ljubljana |
| 10         |                          | Top ekspres                       | TV Skoplje   |
| 11         | Novi ples                | Toni Janković                     | TV Sarajevo  |
| 12         | Dajana                   | Boris Novković i Noćna straža     | TV Novi Sad  |
| 13         | Sreća je tamo gdje si ti | Oliver Dragojević i Zorica Kondža | TV Zagreb    |
| 14         | Tvoja oka dva            | Foto model                        | TV Titograd  |
| 15         |                          | Ursa                              | TV Ljubljana |
| 16         | Ti in jaz, jaz in ti     | Helena Blagne & Abrakadabra       | TV Ljubljana |

## Glasanje

### Pravilnik o glasanju
Glasanje na Jugoviziji bilo je utvrđeno pravilnikom Jugoslovenske radio-televizije. Jugoslovenski žiri brojao je 24 člana. Svaki televizijski centar imenovao je žiri od po tri autoritativne ličnosti koje su glasale pojedinačno. Dva člana žirija morala su profesionalno da se bave zabavnom ili pop muzikom, a jedan od članova žirija je morao biti mlađi od 30 godina. Prema pravilniku, svaki član žirija morao je da glasa pojedinačno, da rangira kompozicije i dodeli bodove tako što bi petoj kompoziciji dodelio jedan bod, četvrtoj dva, trećoj tri boda, drugoj pet bodova, a prvoj, najboljoj kompoziciji, 7 bodova. Za pesmu JRT bila bi proglašena ona kojoj je dodeljen najveći broj bodova. U slučaju da dve ili više pesama osvoji isti broj bodova, odnosno podele prvo mesto, za pesmu JRT proglašava se ona kompozicija kojoj je dodeljen najveći broj najviših ocena, idući redom od najvišoj ka najnižoj oceni. Svaki član žirija je mogao da glasa za predstavnike svog tv centra. Glasanje je kontrolisala osoba koja je bila postavljena za sekretara glasanja u JRT žiriju. Sekretar glasanja na Jugoviziji 1990. bila je Zvjezdana Popović.

### Članovi žirija
Prvo ukjučenje je bilo u televizijski centar Skoplje. Članovi njihovog žirija bili su:
- Ljubomir Branđolica, kompozitor
- Suzana Stefanovska, muzički urednik i
- Meto Jovanovski, glumac.

Drugo uključenje je bilo iz TV Priština. Članovi žirija su bili:
- Mustaf Halili, urednik TV Priština
- Sonja Spasić i
- Valton Bećiri, pijanista, kompozitor i aranžer.

Predstavnici žirija TV Priština saopštili su glasove na albanskom i srpskom jeziku.
Uključenje iz studija TV Beograd vodila je Dragana Marković, voditeljka popularne emisije Da pitamo zajedno. Žiri iz studija TV BG su bili:
- Rade Radivojević, kompozitor, aranžer i klavijaturista
- Đorđe Marjanović, vokalni solista zabavne muzike i
- Branislav Karaulić, tadašnji kapiten AK Crvena zvezda.

Nakon glasanja beogradskog žrija, usledilo je uključenje iz studija TV Zagreb, gde je svoje glasove saopštio žiri u sastavu:
- Josip Klima, violinista
- Ksenija Pajić, glumica i
- Miljenko Prohaska.

Članovi žrija iz tv centra Sarajevo bili su:
- Edin Dervišhalidović, kompozitor i vođa grupe Merlin
- Brano Likić, kompozitor i
- Zdravko Radulović, košarkaš Bosne.

Uključenje iz studija TV Ljubljana vodila je Miša Molk, voditeljka Jugovizije 1988. Njihov žiri bio je u sastavu:
- Bojan Adamič, pijanista
- Dragan Bulič, muzički urednik radio Ljubljana i
- Mirjam Korbar, dramska umetnica.

Uključenje iz studija TV Novi Sad vodio je Boško Negovanović. Žiri su činili:
- Branislav Krstić, vođa grupe Garavi sokak,
- Siniša Mihajlović, tadšnji fudbaler FK Vojvodina i
- Josip Lorbek, kompozitor.

Poslednje uključenje je bilo iz studija TV Titograd. Članovi žirija bili su:
- Marko Klepić, kompozitor
- Vasilisa Radojević, slikarka i
- Dejan Perišić, muzički urednik radio Titograd.

Ubedljivu pobedu je odnela Tatjana Matejaš - Tajči sa 114 poena, dok je drugoplasirani Boris Novković imao skoro duplo manje, 61 poen. Time je pesma „Hajde da ludujemo" zabeležila najubedljiviju pobedu na jugoslovenskim izborima i postala najveći hit te godine.

### Poredak prvih pet na tabeli
| Mesto | Kompozicija              | Izvođač                           | tv centar | broj bodova |
| ----- | ------------------------ | --------------------------------- | --------- | ----------- |
| 1     | Hajde da ludujemo        | Tajči                             | TV ZG     | 114         |
| 2     | Dajana                   | Boris Novković i Noćna straža     | TV NS     | 61          |
| 3     | Sreća je tamo gdje si ti | Oliver Dragojević i Zorica Kondža | TV ZG     | 58          |
| 4     | Ti i ja                  | BG Sound                          | TV BG     | 31          |
| 5     | Rat i mir                | Viktorija                         | TV BG     | 27          |

## Zanimljivosti
- Na zadnjem mestu, bez ijednog osvojenog poena bili su predstavnici TV Beograd, grupa Amsterdam i predstavnik TV Ljubljana, Ursa.
- TV Skoplje predstavljala je hrvatska grupa Top ekspres iz Splita, koja je pevala na makedonskom jeziku.
- Predstavnik TV Priština, Armend Redžepagić, pevao je na albanskom jeziku. Najveći broj poena dobio je od svog tv centra.
- Žiri iz studija TV Zagreb je svom predstavniku, pesmi Hajde da ludujemo dao najmanje bodova u odnosu na druge TV centre.
- Svi članovi žirija TV Skoplje i TV Novi Sad dali su po 7 poena pesmi „Hajde da ludujemo".
- Tajči je sa imidzom Barbike i Merlin Monro osvojila ne samo žirije televizijskih centara, već i publiku u dvorani koja ju je pozdravila ogromnim aplauzom nakon izvođenja pobedničke pesme. Na Pesmi Evrovizije 1990., koja je održana u Zagrebu, Jugoslavija je završila na sedmom mestu.
- Ubrzo posle Jugovizije 1990. izašao je u prodaju prvi album Tatjane Matejaš – Tajči, nazvan po pesmi „Hajde da ludujemo". Taj album bio je najprodavaniji album zabavne muzike u Jugoslaviji te godine.

## Pesma Evrovizije
Prvi put u istoriji Jugoslavija je bila domaći Pesme Evrovizije 1990. godine, a zauzela je 7. mesto od 22 učesnika sa 81 poenom.

## Spoljašnje veze
- Jugovizija 1990. na sajtu Geositi (језик: енглески)